# شتالبرگ
شتالبرگ (به آلمانی: Stahlberg) یک شهر در آلمان است که در دنرسبرگکرایس واقع شده‌است. شتالبرگ ۱۸۴ نفر جمعیت دارد.